# Manuel Estrada Cabrera

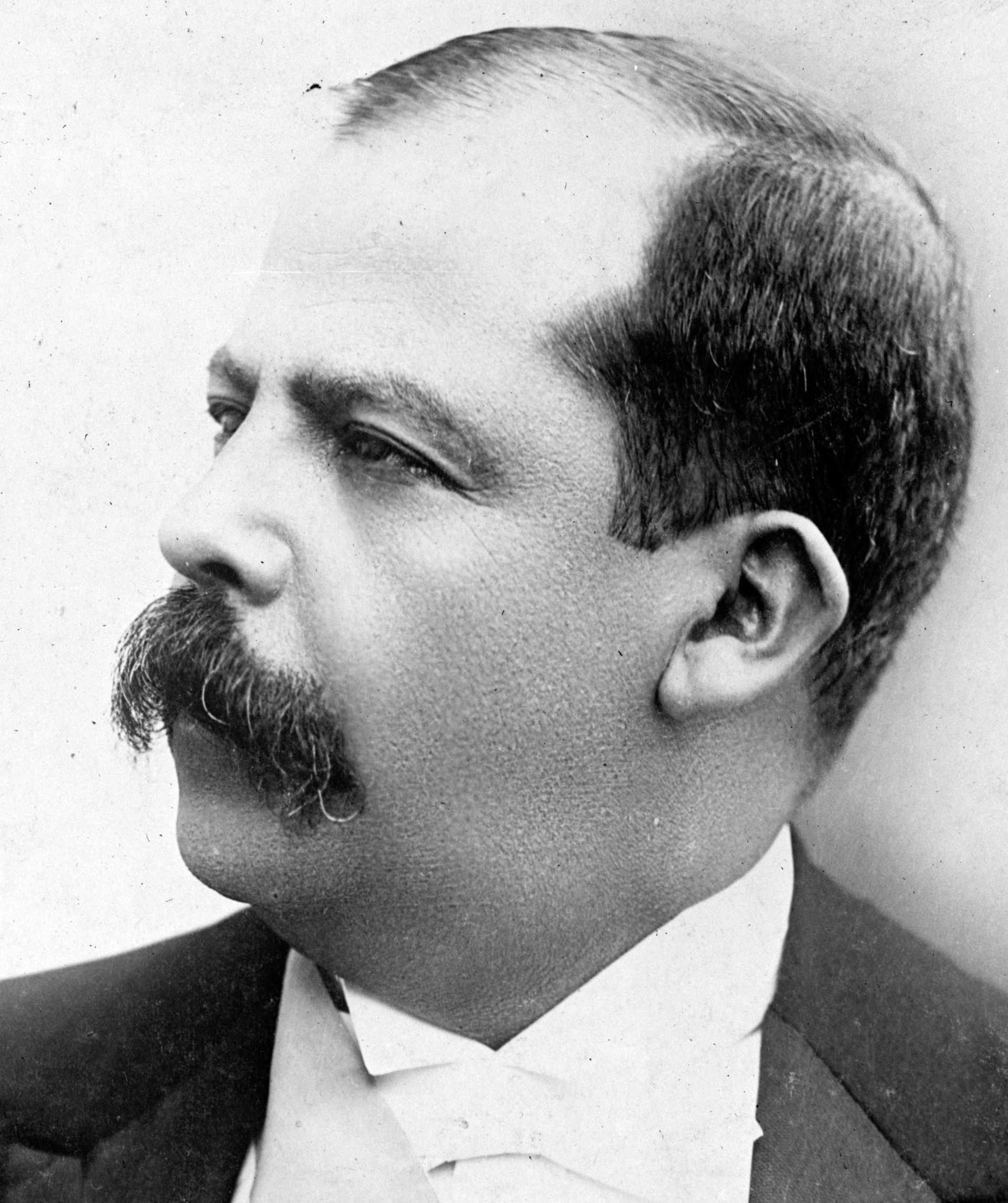
Manuel Estrada Cabrera

Manuel Estrada Cabrera, född 21 november 1857 i Quetzaltenango, död 24 september 1924 i Guatemala City, var en guatemalansk politiker som var president i Guatemala 8 februari 1898 - 15 april 1920. 

## Biografi
Cabrera föddes i landets näst största stad, Quetzaltenango, som oäkta son till en katolsk präst vilken aldrig erkände honom. Han växte upp under knappa omständigheter med modern Joaquina men började utbilda sig till snickare och kunde även (med hjälp av Jesuiter) slutföra en mer formell skolutbildning och börja studera juridik på Universidad San Carlos de Guatemala. Som jurist verkade han därefter i hemstaden och hade till en början mer blygsamma uppdrag. Han gifte sig 1884 och fick två söner men hade därutöver minst 12 utomäktenskapliga barn med fem kvinnor. Han fick senare olika domarposter och blev professor vid sitt gamla universitet. Han engagerade sig i det liberala partiet och valdes till nationalförsamlingen samt blev borgmästare i sin hemstad. 1892 blev han justitie- och inrikesminister i regeringen och småningom vicepresident. Han tillträdde presidentposten då hans företrädare 1898 mördades i ett attentat. Cabrera vann valen 1905, 1911 och 1917 med hjälp av mord, arresteringar och allmänna trakasserier gentemot oppositionen. Samtidigt såg han till att utveckla infrastruktur (vägar, järnvägar, hamnar) men lät även United Fruit investera i landet som därmed blev en bananrepublik. Hans hårda diktatur kombinerades även med vissa sociala reformer, bl.a. till förmån för ensamstående mödrar. Cabrera lät även öppna många skolor som företrädaren stängt och gjorde en del för att bygga ut utbildningen i landet. 1906 försökte tidigare presidenten Barillas störta Cabrera. Han fick stöd av flera grannländer medan Mexiko och USA stödde Cabrera. Senare mördades Barillas (som levde i exil), troligen på order av Cabrera. Presidenten överlevde flera attentatsförsök (ett halvdussin enligt honom själv) under kommande år. Regimens popularitet dalade p.g.a. ökande inflation. Cabrera kom även på kant med USA då han vägrade överlämna beslagtagna tyska tillgångar under första världskriget. I mars 1920 utbröt svåra protester som förvärrades med stigande dödsoffer. Då presidentens sekreterare 8 april framträdde i nationalförsamlingen och förklarade presidenten för sinnessjuk röstade man för hans avsättning. Utan nämnvärt stöd avgick presidenten en vecka senare. Han hamnade i husarrest och en rad processer (omkring 60 stycken) inleddes mot honom. Som utbildad jurist försvarade han sig själv men avled 1924. 

## Övrigt
Cabreras var en ivrig anhängare av gudinnan Minerva (ett intresse han delade med den romerske kejsaren Domitianus) och byggde flera tempel till hennes ära.
Han är förebild för diktatorn i Miguel Ángel Asturias roman El Señor Presidente. 